# Mycalesis gopaka
Mycalesis gopaka är en fjärilsart som beskrevs av Hans Fruhstorfer 1908. Mycalesis gopaka ingår i släktet Mycalesis och familjen praktfjärilar. Inga underarter finns listade i Catalogue of Life.